# 弘治府
弘治府（越南语：／）是越南阮朝時期的一個府，主要位於今天檳椥省。原是永隆省弘道府。
紹治三年（1843年），改弘道府為弘治府，領保佑縣、保安縣二縣。
嗣德四年（1851年），弘安府併入弘治府，領保佑縣、保安縣、新明縣和惟明縣四縣。
嗣德二十年（1867年），永隆省被法國佔領。
嗣德二十七年（1874年），越法簽訂《第二次西貢條約》，正式割讓永隆省。弘治府併入法屬交趾支那殖民地。